# Посол зари
«Посол зари» (азерб. Sübhün səfiri) — фильм, посвящённый жизни и творчеству азербайджанского учёного, поэта и драматурга Мирзы Фатали Ахундова и снятый режиссёром Рамизом Гасаноглу по заказу Министерства культуры и туризма Азербайджана киностудией «Азербайджанфильм» имени Джафара Джаббарлы в 2012 году. Автором сценария фильма является Народный писатель Азербайджана Анар. Премьера фильма состоялась 28 ноября 2012 года в Центре кино «Низами» в Баку.

## Сюжет
Фильм рассказывает о жизненном пути Мирзы Фатали Ахундова и повествует о трёх этапах его жизни: о детстве, когда он с матерью возвращаются в родной Шеки, где Ахундов знакомится с Мирзой Шафи Вазехом и начинает учиться у него наукам; о юности, когда Ахундов поступает на государственную службу и знакомится с видными деятелями русской культуры, в частности с Лермонтовым; и о зрелых годах Ахундова, когда он, побывав уже в разных странах и познакомившись с видными людьми своей эпохи, начинает создавать важные свои труды.

## Съёмки фильма
Часть съёмок проходила в Шеки, но из-за ухудшившихся погодных условий их пришлось временно остановить. С улучшением погоды съёмки в Шеки продолжились. В целом, съёмки фильма были проведены в Азербайджане, Грузии и Турции. Как сообщил режиссёр фильма, съёмки закончились 15 мая.
В Турции съёмки фильма прошли в Стамбуле. В съёмках помимо азербайджанских актёров также участвовали турецкие актеры. В роли Фуада Паши сыграл Ахмет Уз, в роли Мунира Эфенди — Алтар Акишык, в роли Намика Камала — Аххан Шенер, в роли Явера Шахина — проживающий в Турции азербайджанец Вугар Алиев. К съёмкам присоединилась азербайджанская делегация из 16 человек. Из актёров лишь Расим Балаев принял участие в съёмках в Турции, завершившихся в феврале 2012 года.

## В ролях
| Актёр             | Роль                               |
| ----------------- | ---------------------------------- |
| Расим Балаев      | Мирза Фатали Ахундов               |
| Фахраддин Манафов | Бакиханов                          |
| Рамиз Азизбейли   | купец                              |
| Мамед Сафа        | Гасан-бек Зардаби                  |
| Олег Амирбеков    | Лермонтов                          |
| Малахат Аббасова  | Тубу ханум, супруга Ахундова       |
| Гюнеш Мехдизаде   | Ниса ханум, дочь Ахундова          |
| Парвиз Мамедрзаев | Хан-Баба-Хан Каджар, зять Ахундова |
| Ниджат Габибов    | Ахундов в юности                   |
| Тофик Алиев       | Ахундов в детстве                  |

## Отзывы критики
Азербайджанский киновед Садагат Камал отмечает, что данный фильм мудро пропагандирует культуру и историю азербайджанского народа на фоне жизни и творчества Ахундова.
Азербайджанский историк Солмаз Рустамова-Тогиди во время дебатов на «Радио Свобода», посвящённых фильму «Посол зари», подвергла фильм жёсткой критике. По её словам, судя по сценарию фильма, создаётся такое впечатление, что в народе существовала ненависть к Ахундову. Рустамова-Тогиди отмечает, что атеизм Ахундова был воинствующим и сыграл роль в последующем формировании азербайджанской общественной мысли. Историк заявила, что Ахундов был прекрасной моделью для информирования мира об Азербайджане, однако с помощью данного фильма сделать это, по её словам, не получилось. Солмаз Рустамова-Тогиди отметила также историческую неточность в фильме, которая касалась отношения Ахундова с министром юстиции Ирана Мирзой-Хусейн-ханом.
По словам оператора фильма Кянана Мамедова, в фильме творческая группа желала показать Ахундова как великого патриота, и в то же время его внутреннюю раздвоенность. Мамедов отмечает, что данная цель была достигнута.
Культуролог Эльмир Мирзоев, не касаясь сценария и игры актёров, а критикуя только техническую часть, отмечает, что фильм скорее напоминает телеспектакль. По его словам и эстетика фильма «Посоло зари» не является эстетикой кинофильма. Также, по словам Мирзоева, фильм слишком пафосный.